# Parc éolien de Marsanne
Le parc éolien de Marsanne est un ensemble de huit éoliennes situé sur la commune de Marsanne (Drôme) en France.

## Description
Le parc a été construit à partir de 2008 par l'opérateur Q Energy (anciennement RES). Il est constitué de 8 éoliennes de type Vestas V80, chacune ayant une capacité de production unitaire de 2 MW soit une capacité globale pour le parc de 16 MW (équivalent par exemple au tiers de la consommation annuelle de la ville de Montélimar).
Le modèle utilisé est productif à partir d'un vent de 4 m/s (14,4 km/h). La plage de pleine production est entre 13 et 90 m/s (vitesse de déconnexion).
En mai 2016, un incendie criminel a détruit une éolienne et en a endommagé une seconde.
Les éoliennes de 2008 arrivent en fin de vie et vont être remplacées en 2023-2024 (après enquête d’utilité publique,) par des modèles plus puissants et modernisés, apportant une production doublée par rapport à l'existant.
Après la phase de modernisation, la hauteur des mats passera de 107 m en bout de pale à 154 m et la production du parc montera à 25,2 MW. Les emplacements des mats T1 à T3 seront réutilisés, T4 à T6 seront déplacés.

## Composition
Les 8 mats numérotés de T1 à T8 sont disposés le long d'un chemin de service stabilisé. Les repères 1 à 6 représentent les 6 éoliennes du parc de Marsanne, 7 et 8 sont les éoliennes de La Teysonne.
Le parc se situe à une altitude qui varie de 551 m (pour le mat T6) à 502 m (pour le T1).